# Libanesische Nationalbewegung
Die Libanesische Nationalbewegung (französisch: Mouvement national libanais, MNL; arabisch الحركة الوطنية اللبنانية, DMG al-Ḥaraka al-Waṭaniyya al-Lubnāniyya) war ein Zusammenschluss von Parteien und Organisationen, die während der ersten Jahre des Bürgerkrieges im Libanon aktiv war.
Sie wurde von Kamal Dschumblat, dem Oberhaupt der drusischen Dschumblat-Familie geführt.

## Politische Ausrichtung
Die MNL war eine der beiden großen Konfliktparteien während der ersten Runde der Kämpfe, wo sie die konservative und überwiegend christliche Libanesische Front bekämpfte. Die MNL wurde 1969 aus der „Front für Progressive Parteien und Nationale Kräfte“  gebildet, als eine selbsterklärte „demokratische, fortschrittlich und nicht-konfessionelle“ Front. Ihre Mitglieder gehörten überwiegend dem linken, säkularisierten Flügel an und vertraten außerdem einen arabischen Nationalismus. Ihre Grundsätze waren die Überwindung der Konfessionsunterschiede, politische und soziale Reformen und ein klares Bekenntnis zu einem arabischen Libanon, eine größere Unterstützung des Kampfes der Palästinenser und der Rücktritt von Präsident Suleiman Frangieh. Direkt nach dem Ausbruch des Krieges erklärte die LNM die Schaffung einer Exekutivstruktur, des „zentralen politischen Rates“.

## Teilnehmer und Milizen
Unter den Teilnehmern in der Bewegung waren die Libanesische Kommunistische Partei (LCP), die Kommunistische Aktionsorganisation (CAO), die Progressiv-Sozialistische Partei (PSP), die Syrische Soziale Nationalistische Partei (SSNP), die beiden libanesischen Ba'th-Parteien (eine pro-syrischen und eine pro-irakische) sowie die Murabitun-Miliz der Unabhängigen Nasseristischen Organisation, die überwiegend schiitische Amal-Bewegung und verschiedene kleinere Gruppen von Nasseristen. Einige palästinensische Organisationen traten der MNL bei, unter anderem viele der Ablehnungsfront. Sowohl die PFLP als auch die PDFLP/DFLP waren aktive Teilnehmer.
Zu Beginn des Krieges 1975 zählten die verschiedenen MNL-Milizen in etwa 25.000 Freischärler und standen gegen 18.000 Angehörige der rechtsgerichteten Libanesischen Front. Sie setzten sich wie folgt zusammen: PSP-Miliz (5.000 Mann), LCP-Miliz (5.000 Mann), SSNP-Miliz (4.000 Mann), pro-irakische Baath-Miliz (3.000 Mann), pro-syrische Baath-Miliz (3.000 Mann), Murabitun-Miliz (3.000 Mann). Den Rest bildeten die anderen Milizen.

## Entwicklung
Als die Kämpfe eskalierten, verbündete sich die Bewegung mit der Palästinensischen Befreiungsorganisation (PLO), und bildete die „gemeinsamen Kräfte“ (arabisch القوات المشتركة, DMG al-quwwāt al-muštaraka). Sie erhielten finanzielle Hilfe aus mehreren Ländern, unter anderem Libyen, dem Irak und dem Jemen. Anfang des Jahres 1976 kontrollierte die LNM 80 % des libanesischen Gebiets. Am 20. Januar 1976 war die Bewegung an dem Massaker von Damura beteiligt. Als sich die Beziehungen mit Damaskus verschlechterten, verließen die pro-syrische Baath-Gruppierung, die Amal-Bewegung und ein großer Teil der SSNP die Bewegung oder schränkten zumindest ihr Engagement ein. Im Juni 1976 griff die syrischen Armee, die befürchtete, dass ein syrischer Sieg die eigene strategische Position schwächen würde, in die Kämpfe an der Seite der Libanesischen Front ein. Nach anfänglich starkem Widerstand, verloren die Truppen der MNL/PLO an Boden und als die arabischen Staaten nach den Konferenzen von Kairo und Riad die syrische Intervention guthießen, akzeptierten sie einen Waffenstillstand, der die syrischen Truppen als Arab Deterrent Forces (ADF) zwischen die Kämpfenden brachte. Im Jahre 1977 wurde Walid Dschumblat nach der Ermordung seines Vaters Kamal, die weitgehend dem syrischen Geheimdienst und pro-syrischen Milizionären der SSNP zugeschrieben wurde, Führer der MNL. Trotz dieser Tatsache stimmte Walid mit der syrischen Position überein und unterhielt gute Beziehungen mit Präsident Hafiz al-Assad, der mit Kamal Dschumblat ein notorisches gegenseitiges Misstrauen geteilt hatte. Die israelische Invasion von 1978 in den südlichen Libanon, die unter dem Namen Operation Litani bekannt ist, war teilweise gegen die MNL-Milizen gerichtet, die nach der Verbesserung der Beziehungen mit Syrien an der Seite der PLO kämpften. Als im Juni 1982 der Libanonkrieg 1982 begann, wurde die Bewegung aufgelöst und durch die Libanesische Nationale Widerstandsfront (جبهة المقاومة الوطنية اللبنانية / Ǧabhat al-muqāwama al-waṭaniyya al-lubnāniyya) ersetzt, die im September des Jahres mit Guerillaoperationen gegen die israelische Armee begann.